# 马跑泉镇
马跑泉镇，是中华人民共和国甘肃省天水市麦积区下辖的一个乡镇级行政单位。

## 行政区划
马跑泉镇下辖以下地区：
吴家崖村、马跑泉社区、柳林社区、大穆湾村、李家坪村、阳湾村、傲子坡村、南崖村、沽沱村、东柯村、石咀村、余家山村、潘集寨村、大沟村、慕滩村、崖湾村、东山村、阮山村、大柳树村、余刘湾村、闫家庄村、新胜村、龙槐村、团庄村、马跑泉村、胡王村、黑王村、三十甸子村和什字坪村。